# アメリカ医師医学者協会
アメリカ医師医学者協会（Association of American Physicians、AAP）とは、米国を代表する医師、医学者からなる名誉医学会である。1885年に設立されたこの会は、米国の医学界で最も権威のある会であり、メンバーにはノーベル賞受賞者多数、ラスカー賞受賞者数十名、米国科学アカデミー会員300名以上、米国医学アカデミー会員400名以上も含まれている。

## 概要
アメリカ医師医学者協会（AAP）への選出は卓越した医師、医学者であり、革新性、影響力がある貢献をした個人を対象としており、年間60名に制限されている。メンバーに選出されることは、医師としての科学業績と科学的リーダーシップの頂点に達していることを意味している。現在、1800人を超える正会員と約750人の名誉会員を擁している（About AAP）。アメリカ医師科学協会（AAP）のメンバーの大半はアメリカ人であるが、現在の正会員に澤明、高柳広や、名誉会員に黒川清、清水孝雄、中村祐輔、武藤誠、斎藤英彦などがいる。

## 沿革
アメリカ医師医学者協会は、「科学的かつ実践的な医学の進歩」を目的として、ウィリアム・オスラー博士と、ウィリアム・ヘンリー・ウィル博士を含む7人の医師によって、非営利の組織として1885年10月10日に設立された。最初の年次総会は1886年にワシントンDCで開催された。年次総会での発表は、『トランザクションズ（Transactions）』というタイトルの年次冊子に掲載された。1995年には、『トランザクションズ』に代わり、隔月刊で原稿をまとめたプロシーディングが発行されるようになったが、現在は発行されていない。
アメリカ医師医学者協会は、現在においても最高の医師医学者達が集い、つながりを持ち、知識を創造し、次世代の医師、科学者の模範となるフォーラムの役割を担っている。

## ミッション
アメリカ医師科学者協会は、医学と健康に関連する科学の全分野にわたって、医学者が主導する幅広い研究を奨励し、客観的な科学とエビデンスが　、患者のケア及び健康を改善するために不可欠な基盤であるという原則を支持している医師医学者のコミュニティを構築することを目指している。

## ジョージ・M・コーバー賞およびメダル[5]
ジョージ・M・コーバーは、アメリカ医師科学者協会を含むいくつかの組織のリーダーとして活躍した人物である。1901年から1928年まではジョージタウン大学医学部長も務めた。これは当時の学部長職の歴史の中で最長の在任期間だった。
アメリカ医師科学者協会は、コーバーを讃え、毎年のメダルの授与と、最高の栄誉である3年に一度の賞の授与を行なっている。最初のコーバーメダルは1925年の年次総会で授与された。これまでに、少なくとも13人のノーベル賞受賞者が授与されている。
ジョージ・M・コーバー賞はAAPの会員による患者に多大な影響を与える優れた研究の貢献に対して授与される。受賞者はジョージ・M・コーバー講義の資格が与えられる。
ジョージ・M・コーバーメダルは、AAP会員のうち、内科分野（または特定の会員が所属する分野）に多大な影響を与えた者に授与される。

## ヘレン・M・ラニー賞
2025年のコーバーメダル100周年に合わせて創設される新しい賞である。ラニー博士は血液疾患の分野で顕著な業績をあげ、1973年に女性初の医学部長としてカリフォルニア大学サンディエゴ校に採用され、1990年まで務めた。米国内科医協会の初の女性会長も務めた。卓越した指導者でもあり、人種や性別に関係なく、アメリカで最も優秀な医師科学者を育成した。アメリカ医師科学者協会評議会は、研究、患者ケア、教育、そしてリーダーシップの多様化などに貢献したヘレン・M・ラニーの資質を最もよく表す受賞者を選出し、年次総会で発表する予定である。この賞の受賞者には、賞金5000ドルと名誉メダルが授与される。